# La Femme invisible (Buffy)
Pour les articles homonymes, voir La Femme invisible.
La Femme invisible est le 11e épisode de la saison 6 de la série Buffy contre les vampires.

## Résumé
Dawn et Buffy retirent tous les objets magiques de la maison pour aider Willow à se désintoxiquer. Plus tard, alors que Spike est à la maison, une assistante sociale, Doris, vient évaluer les conditions de vie de Dawn. Spike tente de soutenir Buffy mais ne parvient qu'à l'enfoncer encore plus. L'entretien se passe très mal et Doris menace de retirer la garde de Dawn à sa sœur. Pendant ce temps, Warren modifie le rayon réfrigérant en rayon d'invisibilité et le Trio part le tester en ville. Andrew et Jonathan se disputent pour l'utiliser et le rayon vient frapper accidentellement Buffy qui sortait de chez le coiffeur.
Buffy profite tout d'abord de son invisibilité pour discréditer totalement l'assistance sociale aux yeux de son patron et pour passer du bon temps avec Spike. Alex et Anya découvrent que cette invisibilité pourrait avoir comme effet secondaire de désintégrer ses molécules. Alors que Willow mène une enquête sur les causes de ce phénomène, elle est enlevée par le Trio qui fixe un rendez-vous à Buffy, lui proposant de la rendre à nouveau visible. C'est un piège de Warren pour tuer Buffy. Elle est prévenue par Willow et un combat éclate entre Buffy et le Trio, tous invisibles. Willow inverse le processus du rayon et rend tout le monde visible. Buffy découvre enfin l'identité du Trio, dont les membres parviennent à s'enfuir.